# Psittrichas fulgidus
Il pappagallo di Pesquet (Psittrichas fulgidus (Lesson, 1830)) conosciuto anche con il nome di "Pappagallo Dracula" (Dracula Parrot in inglese) è un uccello della famiglia Psittaculidae originario della Nuova Guinea. È l'unica specie del genere Psittrichas e della sottofamiglia Psittrichasinae.

## Descrizione
È un pappagallo di media taglia che raggiunge la lunghezza di 46 cm. Il piumaggio è rosso e nero.

## Biologia

### Alimentazione
È una specie frugivora, che si nutre dei frutti di Ficus spp. (F. hesperidiiformis, F. baeuerlenii).

### Riproduzione
Nidifica in cavità naturali dei tronchi degli alberi. Ha una aspettativa di vita di 20-40 anni.

### Distribuzione e habitat
Questa specie è endemica delle foreste tropicali della Nuova Guinea.

## Conservazione
La IUCN Red List classifica Psittrichas fulgidus come specie vulnerabile.